# Luis Balcells
Luis Gonzaga Balcells Auter (* 1903 in Barcelona; † 31. Mai 1927 ebenda) war ein spanischer Schwimmer.

## Karriere
Balcells nahm 1920 an den Olympischen Spielen in Antwerpen teil. Hier scheiterte er in den Wettbewerben über 200 m und 400 m Brust jeweils im Vorlauf an der Halbfinalqualifikation.
Sein Bruder Josep Balcells nahm 1924 ebenfalls an Olympischen Spielen teil.